# Viktor Koudriavtsev-Platonov
Viktor Koudriavtsev-Platonov, né le 9 octobre 1828 et mort le 3 décembre 1891, est un philosophe religieux russe.